# Westenwind (Dana Winner)
Westenwind is een single van Dana Winner. Het is afkomstig van haar album Mijn paradijs. Het lied is een vertaling van de hit One way wind van de Nederlandse The Cats. De vertaling werd geleverd door Herman Pieter de Boer. Het liedje werd een hitje zowel in Nederland als in België. Het zou tot april 2025 duren voordat er weer een soloartiest een hit zou scoren, te weten Atlas van Pommelien Thijs.

## Hitnoteringen
Het haalde de vijfde plaats in de Vlaamse top 10

### Nederlandse Top 40
| Positie: | 35 | 25 | 19 | 17 | 31 | uit |

### Mega Top 50
| Positie: | 35 | 24 | 14 | 12 | 17 | 25 | 40 | uit |

### VlaamseRadio 2 Top 30
| Positie: | 22 | - | 30 | uit |

### VlaamseUltratop 50
| Positie: | 34 | 30 | 26 | 26 | 34 | 34 | 22 | 39 | 30 | 31 | 41 | uit |